# Halloween - La notte delle streghe
Halloween - La notte delle streghe (Halloween) è un film horror del 1978 diretto da John Carpenter per la produzione di Debra Hill con protagonista il celebre malvagio Michael Myers.
È il primo capitolo di una lunga saga cinematografica composta da tredici film (tra cui: cinque sequel classici e tre  sequel alternativi, due spin-off e due remake), diretti da registi diversi.
È un film a basso costo, interpretato da Donald Pleasence e Jamie Lee Curtis, al suo esordio al cinema, ed è considerato una delle più importanti pellicole di questo genere, nonché capostipite del sottogenere slasher inoltre, nel 2006, è stato scelto per la conservazione nel National Film Registry dalla Biblioteca del Congresso degli Stati Uniti.

## Trama
31 ottobre 1963, Haddonfield, (Illinois). Il piccolo Michael Myers, di appena 6 anni, uccide a coltellate la sorella Judith. 
30 ottobre 1970, Haddonfield, (Illinois). Il 21enne Michael Myers, recluso da 15 anni nello Smith's Grove Sanitarium sotto le cure dello psichiatra Dr. Samuel "Sam" Loomis, riesce a fuggire e tornare nella sua città natale. 
31 ottobre 1970, Haddonfield, (Illinois). Inseguito dal Dr Loomis, Michael uccide un meccanico, ruba i suoi vestiti, fa ritorno alla sua casa natale, ora fatiscente e in vendita, per poi prender di mira la giovane Laurie Strode che pedina di ritorno da scuola.
Intanto il dottor Loomis arriva a Haddonfield. Lo psichiatra avverte della pericolosità di Michael Myers lo sceriffo locale, il quale però non sembra dargli troppo credito. Quella sera, Laurie ed Annie vanno a fare le babysitter da due bambini, Annie a Lindsey Wallace, mentre Laurie deve badare a Tommy Doyle. Durante la sera, Michael spia Annie attraverso la finestra della casa dei Wallace. Più tardi, Annie riceve una chiamata dal suo fidanzato Paul, il quale vuole passare la serata con lei. Annie porta Lindsey dall'altro lato della strada e l'affida a Laurie e poi va alla sua auto trovandola stranamente aperta. Annie entra in auto e viene strangolata da Myers, che poi la finisce tagliandole la gola. Tommy vede Michael portare il corpo di Annie dentro casa e pensa che si tratti dell'Ombra della strega. Laurie lo tranquillizza e lo manda a letto.
Lynda, un'amica di Annie, giunge alla casa dei Wallace insieme al fidanzato Bob Simms. Approfittando del fatto che la casa è vuota i due salgono in una camera di sopra e hanno un rapporto sessuale. Subito dopo Bob scende in cucina per prendersi una birra e qui viene attaccato e ucciso da Myers. Salito in camera da letto, Michael strangola Lynda con la corda del telefono mentre questa stava telefonando a Laurie la quale, preoccupata per l'interrompersi della telefonata, esce e si reca alla casa dei Wallace per indagare. Qui scopre i cadaveri di Annie, Lynda e Bob e la lapide di Judith Myers, che era stata trafugata dal cimitero. Mentre Laurie, inorridita, sta andandosene via, Myers l'aggredisce ferendola con il coltello.
Laurie cade dalle scale e fugge dalla casa facendo ritorno in casa dei Doyle. Michael riesce a entrare nella casa, ma Laurie gli conficca un ferro da maglia nel collo. Laurie corre quindi di sopra per controllare che i bambini stiano bene, ma Michael è sopravvissuto e l'ha seguita. Laurie si chiude dentro un armadio e quando Michael riesce ad aprirne la porta, lei lo colpisce con una gruccia e poi col coltello che egli stesso ha perduto nella colluttazione.
Uscita dall'armadio, Laurie dice ai bambini di scappare e di andare a chiamare la polizia. Il dottor Loomis vede i due bambini fuggire terrorizzati dalla casa e, intuendo che Michael è al suo interno, decide di entrarvi. Nel frattempo Myers si rialza e attacca Laurie intenzionato a ucciderla. Fortunatamente per lei Loomis arriva in tempo e spara sei colpi a Michael, che cade dal balcone e rimane a terra apparentemente morto. Loomis si affaccia dal balcone per rivedere il killer, ma Michael è scomparso: l'Uomo Nero è vivo e la notte è ancora lunga.

## Produzione

### Cast
Il cast di Halloween comprende attori esperti come Donald Pleasence e all'epoca sconosciuti come l'attrice Jamie Lee Curtis. Il basso budget limitò l'interessamento di nomi famosi e Carpenter si dovette arrangiare, difatti gran parte degli attori ricevette piccoli compensi per il ruolo interpretato. Pleasence fu il più pagato con 20 mila dollari, la Curtis ne ricevette 8 mila, e Nick Castle solamente 25 $ al giorno.
Per il ruolo del dottor Loomis, John Carpenter e Debra Hill avrebbero voluto Christopher Lee, il quale non accettò. La parte venne allora proposta a Peter Cushing, ma rifiutò anch'egli. Il ruolo venne dato a Donald Pleasence.
Poco dopo aver accettato la parte, Pleasence disse al regista: «Non capisco il copione e non mi piace. L'unica ragione per cui ho accettato è perché il tuo primo film è piaciuto molto a mia figlia».
Durante un'intervista, Carpenter ammise che «Jamie Lee non era la prima scelta per la parte di Laurie. Non avevo idea di chi fosse. Aveva 19 anni e all'epoca era in uno show televisivo, ma io non guardavo la TV». La sua prima scelta era Anne Lockhart, la figlia di June Lockhart. Lockhart, tuttavia, aveva preso impegni in molti film e progetti televisivi. Dopo aver scoperto che la madre di Jamie, Janet Leigh, aveva recitato in Psyco, Debra Hill disse: «Far recitare Jamie Lee sarebbe una grande pubblicità per il film perché sua madre ha recitato in Psyco». Halloween fu il film del debutto per Jamie Lee Curtis e la formò nella sua carriera come «reginetta dell'urlo», e attrice di successo nel genere horror.
Un'altra attrice relativamente sconosciuta, Nancy Kyes (che nei crediti viene citata come Nancy Loomis), recitò la parte di Annie Brackett, amica intima di Laurie, e figlia dello sceriffo di Haddonfield. Kyes, prima di Halloween, aveva recitato in Distretto 13. Carpenter scelse P.J. Soles affinché recitasse nel ruolo di Lynda van der Klok, un'altra amica di Laurie, conosciuta per il dialogo con un uso coatto della parola «totalmente». Soles era un'attrice abbastanza conosciuta per aver avuto un ruolo secondario in Carrie - Lo sguardo di Satana (1976) e una parte minore in The Boy in the Plastic Bubble (1976). Secondo una fonte «Carpenter la raffigurò come una ragazza catturata dall'aura di un'inconscia adolescente degli anni settanta».
La parte di The Shape fu interpretata da Nick Castle, che assistette Carpenter quando era all'Università del Sud della California. Dopo aver recitato in Halloween Castle divenne regista; tra i film da lui diretti vi sono The Last Starfighter (1984), Il ragazzo che sapeva volare (1986) e Il maggiore Payne (1995).
Per interpretare il volto di Michael Myers nell'unica breve scena in cui si vede senza maschera, venne ingaggiato un giovane ragazzo biondo che era estraneo al film.

## Colonna sonora
Un'altra caratteristica che ha portato al successo del film, è sicuramente la colonna sonora, in particolar modo il tema principale. Essendo il film privo di una colonna sonora sinfonica, la partitura consiste in una melodia di pianoforte, suonata al ritmo di 5/4 e composta dallo stesso John Carpenter. Il critico James Berardinelli definì la partitura «relativamente semplice e non complessa», tuttavia ammise che «La musica di Halloween è uno dei maggiori punti di forza». Carpenter dichiarò in un'intervista: «So suonare praticamente qualsiasi tastiera, ma non so né leggere né scrivere una nota». Nei crediti finali del film, Carpenter si autodefinisce «Bowling Green Orchestra» per aver eseguito lo spartito, ma ricevette assistenza dal compositore Dan Wyman, insegnante di musica alla San Jose State University, università pubblica sita a San Jose, in California.
La canzone nella scena in cui Laurie entra nella macchina di Annie e fa posto al bambino Tommy Doyle è senza titolo ed è eseguita da Carpenter e alcuni suoi amici che formarono un gruppo chiamato "The Coupe DeVilles". Un'altra canzone presente nel film è (Don't Fear) The Reaper del gruppo heavy metal Blue Öyster Cult.

### Tracce
La colonna sonora, composta mediante sintetizzatore, è opera di John Carpenter, che spesso firma il corpo sonoro dei suoi film. Essa include 13 tracce:
1. Halloween theme – Main title (2:54)
2. Laurie's theme (2:05)
3. Shape escapes (1:42)
4. Myers' House (5:35)
5. Michael kills Judith (3:11)
6. Loomis and Shape's car (3:32)
7. "The Haunted House" (3:33)
8. The Shape lurks (1:35)
9. Laurie knows (3:01)
10. Better check the kids (3:27)
11. The Shape stalks (3:08)

Halloween theme, presente in tutti i film della saga, è stata usata anche nel film Non aprite quella porta - L'inizio.

## Distribuzione
Negli Stati Uniti d'America fu distribuito il 25 ottobre 1978 dalla Compass International Pictures. In Italia uscì al cinema (vietato ai minori di 14 anni) il 14 aprile 1979, distribuito dalla PIC Produzione Intercontinentale Cinema.

### Edizioni home video

#### Prima edizione DVD italiana
La prima edizione in DVD è stata distribuita dalla Dall'Angelo Pictures e contiene:
- Film in Italiano 5.1, Inglese 2.0 e sottotitoli italiani
- 12 scene
- Backstage
- Filmografie John Carpenter, Jamie Lee Curtis e Donald Pleasence

#### Seconda edizione DVD italiana
La seconda edizione in DVD è un'edizione a doppio disco e contiene:
- DISCO 1= IL FILM - 85 MIN.
- Film in Italiano 5.1, Inglese 2.0 e sottotitoli italiani
- 12 scene
- Backstage
- Filmografie John Carpenter, Jamie Lee Curtis, Donald Pleasence
- DISCO 2= EXTRAS - 213 MIN.
- Documentario special: Halloween - Genesi di un cult
- Sul set di Halloween - La notte delle streghe venticinque anni dopo
- Interviste agli attori per il venticinquesimo anniversario di Halloween - La notte delle streghe
- I fan di Halloween - La notte delle streghe

Edizione Blu-ray .
In Italia è stata rilasciata una versione per il quarantesimo anniversario nel 2019 (e una medesima versione contenuta nel cofanetto 1-8 film) da parte della Midnight Factory contenente tre dischi:
Disco numero 1:
• il film restaurato in 4K
• audio italiano restaurato 5.1 DTS-  HD MA e audio inglese 5.1 DTS-HD MA
• 12 scene
• contenuti extra: commento audio del regista John Carpenter e dell’attrice protagonista Jamie Lee Curtis, masterclass di John Carpenter moderata dal regista Yann Gonzalez in occasione della premiazione con la Carrosse d’or alla Quinzaine des realisatéurs 2019, trailer, Spot Radio, Spot Tv
Disco numero 2:
• versione cinematografica del film restaurata in un nuovo master blu-ray 1080p 
• audio italiano restaurato 5.1 DTS-  HD MA e audio inglese 5.1 DTS-HD MA
• 12 scene
• contenuti extra: commento audio del regista John Carpenter e dell’attrice protagonista Jamie Lee Curtis, masterclass di John Carpenter moderata dal regista Yann Gonzalez in occasione della premiazione con la Carrosse d’or alla Quinzaine des realisatéurs 2019, trailer, Spot Radio, Spot Tv
Disco numero 3:
• versione estesa del film restaurata in un nuovo master blu-ray 1080p inedita in italia
• audio italiano restaurato 5.1 DTS-  HD MA e audio inglese 5.1 DTS-HD MA
• 12 scene

## Accoglienza

### Incassi
Girato in soli 20 giorni nella primavera del 1978 e con un budget di 300 mila dollari, il film fruttò oltre 70 milioni di dollari nelle sale e diventò uno dei film indipendenti di maggior successo nella storia.

### Critica
Molti critici pongono questo film come capofila di una lunga serie del sottogenere slasher, ispirato al film Psyco (1960) di Alfred Hitchcock. Il film ha ispirato molte scene di film horror a basso costo durante gli anni ottanta e novanta. Tuttavia, poche sono le scene raffiguranti violenza e sangue. Alcuni critici sostengono che Halloween e gli slasher successivi incoraggino il sadismo e la misoginia.
Altri sostengono che il film sia una critica sociale alla scarsa moralità dei ragazzi americani durante gli anni settanta, sottolineando il fatto che molte delle vittime di Myers praticano la promiscuità sessuale o abusano di sostanze stupefacenti, mentre la protagonista, in qualità di eroina solitaria, è presentata come casta e innocente (nonostante la si veda fumare uno spinello). Pur avendo Carpenter respinto una simile analisi, il presunto parallelo tra la forza morale dei personaggi e la loro probabilità di sopravvivenza fino alla conclusione del film è comunque diventato un topos nei film slasher.

## Sequel, prequel, remake e reboot
Il film ha dato origine a una vera e propria saga (qui il dettaglio):
- Halloween II - Il signore della morte (Halloween II, 1981)
- Halloween III - Il signore della notte (Halloween III: Season of the Witch, 1982) - Michael Myers è tuttavia assente
- Halloween 4 - Il ritorno di Michael Myers (Halloween 4: The Return of Michael Myers, 1988)
- Halloween 5 - La vendetta di Michael Myers (Halloween 5: The Revenge of Michael Myers, 1989)
- Halloween 6 - La maledizione di Michael Myers (Halloween: The Curse of Michael Myers, 1995)
- Halloween - 20 anni dopo (Halloween H20: 20 Years Later, 1998)
- Halloween - La resurrezione (Halloween: Resurrection, 2002)
- Halloween - The Beginning (Halloween, 2007)
- Halloween II La Famiglia è per sempre (2009)
- Halloween (2018)
- Halloween Kills (2021)
- Halloween Ends (2022)

Nel 2007 è uscito un remake del film, Halloween - The Beginning; nel 2009 ha avuto un seguito, Halloween II. In questi due, Michael è interpretato da Daeg Faerch (da giovane), e da Tyler Mane (da adulto). I due film sono stati entrambi diretti da Rob Zombie.
Il film Halloween del 2018 è un diretto seguito del primo capitolo, ambientato 40 anni dopo gli eventi di Haddonfield. La pellicola non prende in considerazione alcun seguito, neanche quelli dove Jamie Lee Curtis riprese il ruolo di Laurie Strode; Halloween Kills e Halloween Ends seguono questa nuova timeline.

## Versione televisiva
I diritti televisivi di Halloween furono venduti alla NBC nel 1980 per 4 milioni di dollari. Dopo un dibattito tra John Carpenter, Debra Hill e la NBC's Standards & Practices sulla censura di alcune scene, Halloween apparve per la prima volta in TV.
Per riempire la fascia oraria di due ore concessagli, Carpenter filmò 12 minuti di materiale aggiuntivo, ad esempio, una scena in cui il Dr. Loomis discute coi responsabili della clinica, dove Michael è ricoverato, della necessità di trasferirlo in un carcere di massima sicurezza, ma viene ignorato. Sempre il Dott. Loomis che parla con un Michael bambino di soli 6 anni al quale dice: «Li hai ingannati, non è vero Michael? Ma non me». Un'altra scena extra è quella in cui il Dr. Loomis si trova all'ospedale di Smith's Grove dopo che Myers è fuggito, e qui vi trova, incisa sul lato interno della porta, la parola «sister» (in italiano, sorella). Infine, è stata aggiunta una scena in cui Lynda arriva fino a casa di Laurie per prestarle una camicetta di seta prima che Laurie la lasci perché Annie chiama e le chiede di prestarle la stessa camicetta.
Le nuove scene sono state filmate mentre veniva girato Halloween II. Una versione estesa del DVD, comprensivo delle scene TV tagliate, è stato commercializzato da Anchor Bay Entertainment, nel 2001, con il nome di Halloween: Extended Edition.

## Altri media

### Romanzo
Poco dopo l'uscita di Halloween nei cinema, ci fu la commercializzazione del romanzo tascabile scritto da Curtis Richards, pubblicato nel 1979 dalla Bantam Books e ristampato nel 1982. Il romanzo affronta aspetti non presenti nel film, come le origini della maledizione dentro l'ospedale di Smith's Grove.

### Videogioco
Nel 1983, Halloween fu adattato a videogioco per l'Atari 2600 dalla Wizard Video, tuttavia nessuno dei protagonisti viene direttamente nominato. L'obiettivo del gioco era salvare quanti più bambini possibili da uno sconosciuto killer armato di coltello vestendo i panni di una babysitter adolescente. Il gioco tuttavia fu stroncato dalla critica.